# Football Club Internazionale Milano 1995-1996
Questa voce raccoglie le informazioni riguardanti il Football Club Internazionale Milano nelle competizioni ufficiali della stagione 1995-1996.

## Stagione
(Roy Hodgson)

L'esultanza di Ganz dopo una rete segnata in casa della Fiorentina.

Nell'estate 1995 il nuovo presidente Massimo Moratti allestì una movimentata campagna-acquisti, col dichiarato obiettivo di coniugare gioco e risultati: dopo la cessione tra gli altri di Dennis Bergkamp all'Arsenal (per una cifra record per il club fino a quel momento), di Wim Jonk al PSV e Ruben Sosa al Borussia Dortmund, in entrata degno di nota fu l'ingaggio del britannico Ince dal Manchester Utd (con gli stessi mancuniani non si concretizzerà la trattativa per portare a Milano Cantona reduce da una lunga squalifica), del terzino-goleador Roberto Carlos, del «bomber di provincia» Ganz – fautore a suon di reti della promozione atalantina in massima categoria – e soprattutto dell'astro nascente Javier Zanetti, esordiente in Serie A il 27 agosto 1995 e guadagnatosi in breve tempo una maglia da titolare nel ruolo di laterale destro.
Decisamente minore fu l'incidenza di altri elementi quali gli appena ventenni Caio, già migliore giocatore del Mondiale under 20, e Pistone (entrambi giunti durante la sessione autunnale), Rambert venduto dopo pochi mesi senza che disputò neanche una partita in campionato, Centofanti e Benito Carbone; tra le note liete in avvio di stagione la considerevole prolificità del difensore brasiliano, oltre al nuovo acquisto Marco Branca che concluse la stagione come uno dei migliori attaccanti del campionato, ma non sufficiente comunque a mascherare le lacune evidenziate dalla squadra circa l'atteggiamento in campo e la tenuta mentale.
Le sconfitte in campionato maturate a Parma – riprova di una trasferta notoriamente ostica – e Napoli (sul cui terreno fece l'unica apparizione una divisa dal singolare accostamento cromatico) determinarono l'esonero di Ottavio Bianchi già in settembre, con Suárez a sedere pro tempore in panchina: a contraddistinguere in negativo la parentesi dell'iberico un flop in Europa, causa l'eliminazione subìta in Coppa UEFA dal Lugano al primo turno. Nel ruolo di allenatore veniva infine chiamato Roy Hodgson, col tesseramento fonte di polemiche in quanto avvenuto all'infuori della normale finestra indicata dalla FIGC: ancora impegnato con la Nazionale svizzera, il tecnico dovette sostenere un apposito corso per l'abilitazione a Coverciano superandolo con esito positivo.
Un derby meneghino risoltosi in parità il 29 ottobre 1995 – con botta e risposta tra Paganin e Savićević – aveva per seguito il nulla di fatto a Marassi, dove il blucerchiato Roberto Mancini incorse nell'espulsione per proteste dopo uno scontro con l'ex compagno Pagliuca: pur assicurando all'attacco l'ex romanista Marco Branca, i nerazzurri chiusero l'anno solare a 9 punti dalla concittadina capolista. Opera del summenzionato centravanti la rete in una delle migliori prestazioni stagionali, nel confronto milanese del 10 marzo 1996 che arrideva alla Beneamata, alla quinta vittoria consecutiva e l'unica squadra in stagione a sconfiggere i rossoneri al Meazza: deficitario invece il bilancio delle gare con la Juventus, trionfante di misura a San Siro nel derby d'Italia del 20 aprile 1996 ritrovando così un successo che nel capoluogo lombardo mancava dall'aprile 1992.
Hodgson apportò lievi cambiamenti al modulo-base, arretrando Roberto Carlos a compiti di marcatura anziché di spinta: lo sganciamento in avanti del sudamericano era quindi subordinato all'eventuale copertura di Pistone, con Fresi ad affiancare Ince in mediana e Bergomi in linea con gli altri difendenti. Frenata dal viola Batistuta in semifinale di Coppa Italia, l'Inter, pur chiudendo in campionato con la seconda miglior difesa, archiviò con un sostanzialmente anonimo settimo posto – a ben 19 lunghezze dai rossoneri campioni d'Italia – il torneo: un piazzamento, questo, utile a garantire la partecipazione alla successiva UEFA tramite wild card per le affermazioni dei succitati toscani in coppa e dei bianconeri in Champions League.

## Divise e sponsor

Il neoacquisto Paul Ince posa con le tre maglie interiste della stagione.

Lo sponsor tecnico per la stagione 1995-96 fu Umbro, mentre come marchio ufficiale venne scelto Pirelli.
Il 24 settembre 1995, in occasione della trasferta di Napoli, la squadra utilizzò una terza divisa di colore verde con bande blu.
| Casa | Trasferta | Terza divisa |

## Organigramma societario
Area direttiva
- Presidente: Massimo Moratti
- Vice Presidente: Giammaria Visconti di Modrone e Giuseppe Prisco
- Amministratore delegato: Rinaldo Ghelfi e Massimo Moretti
- Direttore Generale: Luigi Predeval

Area organizzativa
- Segretario generale: Paolo Taveggia
- Team Manager: Giacinto Facchetti
- Capo osservatori: Luis Suárez
- Responsabile settore giovanile: Mario Corso

Area comunicazione
- Addetto stampa: Gino Franchetti
- Relazioni esterne: Sandro Sabatini

Area tecnica
- Direttore sportivo: Sandro Mazzola
- Allenatore: Ottavio Bianchi, poi ad interim Luis Suárez, poi Roy Hodgson
- Allenatore in seconda: Domenico Casati, poi Giovanni Ardemagni
- Preparatore dei portieri: Luciano Castellini
- Preparatore atletico: Feliciano Di Blasi

Area sanitaria
- Medico sociale: Piero Volpi
- Massaggiatori: Marco Della Casa e Massimo Della Casa

## Rosa
| N. |                        | Ruolo | Calciatore                  |
| -- | ---------------------- | ----- | --------------------------- |
| 1  | Italia (bandiera)      | P     | Gianluca Pagliuca           |
| 2  | Italia (bandiera)      | D     | Giuseppe Bergomi (capitano) |
| 3  | Italia (bandiera)      | C     | Andrea Seno                 |
| 4  | Argentina (bandiera)   | D     | Javier Zanetti              |
| 5  | Italia (bandiera)      | C     | Francesco Dell'Anno         |
| 6  | Brasile (bandiera)     | D     | Roberto Carlos              |
| 7  | Italia (bandiera)      | C     | Pierluigi Orlandini         |
| 8  | Inghilterra (bandiera) | C     | Paul Ince                   |
| 9  | Italia (bandiera)      | D     | Felice Centofanti           |
| 10 | Italia (bandiera)      | A     | Benito Carbone              |
| 11 | Argentina (bandiera)   | A     | Sebastián Rambert           |
| 12 | Italia (bandiera)      | P     | Giorgio Frezzolini          |
| 13 | Italia (bandiera)      | D     | Gianluca Festa              |
| 14 | Italia (bandiera)      | C     | Alessandro Bianchi          |
| 15 | Italia (bandiera)      | C     | Fabio Cinetti               |

| N. |                    | Ruolo | Calciatore         |
| -- | ------------------ | ----- | ------------------ |
| 16 | Italia (bandiera)  | D     | Alessandro Pedroni |
| 17 | Italia (bandiera)  | D     | Salvatore Fresi    |
| 18 | Italia (bandiera)  | C     | Nicola Berti       |
| 19 | Italia (bandiera)  | D     | Massimo Paganin    |
| 20 | Italia (bandiera)  | C     | Antonio Manicone   |
| 21 | Italia (bandiera)  | A     | Marco Delvecchio   |
| 22 | Italia (bandiera)  | P     | Marco Landucci     |
| 23 | Italia (bandiera)  | A     | Maurizio Ganz      |
| 24 | Italia (bandiera)  | C     | Davide Fontolan    |
| 26 | Brasile (bandiera) | A     | Caio               |
| 27 | Italia (bandiera)  | A     | Marco Branca       |
| 28 | Italia (bandiera)  | D     | Alessandro Pistone |
| 29 | Italia (bandiera)  | A     | Arturo Di Napoli   |
| -  | Italia (bandiera)  | A     | Gionatha Spinesi   |

## Calciomercato

### Sessione estiva(dall'1/7 al 31/8)
| Acquisti | Acquisti            | Acquisti       | Acquisti                     |
| R.       | Nome                | da             | Modalità                     |
| -------- | ------------------- | -------------- | ---------------------------- |
| P        | Giorgio Frezzolini  | Carpi          | definitivo                   |
| P        | Marco Landucci      | Avellino       | definitivo                   |
| P        | Marco Varaldi       | Milan          | definitivo                   |
| D        | Salvatore Fresi     | Salernitana    | definitivo (7 miliardi ₤)    |
| D        | Felice Centofanti   | Ancona         | definitivo (1,4 miliardi ₤)  |
| D        | Alessandro Pedroni  | Cremonese      | definitivo (4,4 miliardi ₤)  |
| D        | Roberto Carlos      | Palmeiras      | definitivo (10 miliardi ₤)   |
| D        | Mirko Taccola       | Palermo        | fine prestito                |
| D        | Paolo Tramezzani    | Venezia        | fine prestito                |
| C        | Javier Zanetti      | Banfield       | definitivo (5 miliardi ₤)    |
| C        | Fabio Cinetti       | Monza          | definitivo (1 miliardo ₤)    |
| C        | Fabio Di Sauro      | Gualdo         | fine prestito                |
| C        | Massimiliano Fusani | Aosta          | definitivo                   |
| C        | Paul Ince           | Manchester Utd | definitivo (13,5 miliardi ₤) |
| C        | Antonio Manicone    | Genoa          | fine prestito                |
| C        | Igor Shalimov       | Duisburg       | fine prestito                |
| A        | Benito Carbone      | Napoli         | definitivo (6 miliardi ₤)    |
| A        | Arturo Di Napoli    | Gualdo         | fine prestito                |
| A        | Maurizio Ganz       | Atalanta       | definitivo (8 miliardi ₤)    |
| A        | Mohamed Kallon      | Tadamon Tiro   | definitivo                   |
| A        | Sebastián Rambert   | Independiente  | definitivo (4,2 miliardi ₤)  |

| Cessioni | Cessioni          | Cessioni           | Cessioni                          |
| R.       | Nome              | a                  | Modalità                          |
| -------- | ----------------- | ------------------ | --------------------------------- |
| P        | Marco Fortin      | Pro Sesto          | compartecipazione                 |
| P        | Luca Mondini      | Vicenza            | compartecipazione (500 milioni ₤) |
| P        | Paolo Orlandoni   | Ancona             | prestito                          |
| D        | Giovanni Bia      | Udinese            | prestito                          |
| D        | Antonio Paganin   | Atalanta           | definitivo (700 milioni ₤)        |
| D        | Mirko Conte       | Piacenza           | compartecipazione (1 miliardo ₤)  |
| D        | Mirko Taccola     | Napoli             | compartecipazione (500 milioni ₤) |
| D        | Paolo Tramezzani  | Cesena             | prestito (1,2 miliardi ₤)         |
| C        | Marco Barollo     | Venezia            | definitivo                        |
| C        | Fabio Di Sauro    | Cremonese          | compartecipazione (800 milioni ₤) |
| C        | Wim Jonk          | PSV                | definitivo (5,5 miliardi ₤)       |
| C        | Angelo Orlando    | Cremonese          | definitivo (1 miliardo ₤)         |
| C        | Igor Shalimov     | Lugano             | prestito                          |
| C        | Andrea Zanchetta  | Foggia             | compartecipazione                 |
| A        | Dennis Bergkamp   | Arsenal            | definitivo (19,2 miliardi ₤)      |
| A        | Mohammed Kallon   | Lugano             | prestito                          |
| A        | Arturo Di Napoli  | Napoli             | compartecipazione (1 miliardo ₤)  |
| A        | Massimo Marazzina | Foggia             | compartecipazione                 |
| A        | Darko Pančev      | Fortuna Düsseldorf | definitivo                        |
| A        | Rubén Sosa        | Borussia Dortmund  | definitivo                        |
| A        | Marco Veronese    | Reggiana           | prestito                          |

### Sessione autunnale
| Acquisti | Acquisti           | Acquisti  | Acquisti                    |
| R.       | Nome               | da        | Modalità                    |
| -------- | ------------------ | --------- | --------------------------- |
| D        | Alessandro Pistone | Vicenza   | definitivo (1,5 miliardi ₤) |
| A        | Marco Branca       | Roma      | definitivo (6 miliardi ₤)   |
| A        | Caio               | San Paolo | definitivo (7 miliardi ₤)   |
| A        | Gionatha Spinesi   | Pisa      | definitivo                  |

| Cessioni | Cessioni          | Cessioni       | Cessioni                |
| R.       | Nome              | a              | Modalità                |
| -------- | ----------------- | -------------- | ----------------------- |
| A        | Marco Delvecchio  | Roma           | prestito (4 miliardi ₤) |
| A        | Sebastián Rambert | Real Saragozza | prestito                |

## Risultati

### Serie A

#### Girone di andata
| Arbitro: | Rodomonti (Teramo) |

|                    |           |  |
| Roberto Carlos 53’ | Marcatori |  |

| Arbitro: | Stafoggia (Pesaro) |

|                        |           |                    |
| Zola 48’ D. Baggio 52’ | Marcatori | 41’ Roberto Carlos |

| Milano 17 settembre 1995, ore 16:00 CEST 3ª giornata | Inter                         | 0 – 0 referto | Piacenza | Stadio Giuseppe Meazza\| Arbitro: \| Quartuccio (Torre Annunziata) \| |
| Arbitro:                                             | Quartuccio (Torre Annunziata) |               |          |                                                                       |

| Arbitro: | Pairetto (Nichelino) |

|                       |           |                 |
| Imbriani 33’ Buso 66’ | Marcatori | 46’ D. Fontolan |

| Arbitro: | Beschin (Legnago) |

|                                                               |           |  |
| Roberto Carlos 10’ Ganz 35’ (rig.), 53’ (rig.) Delvecchio 45’ | Marcatori |  |

| Arbitro: | Collina (Viareggio) |

|               |           |                    |
| D. Morfeo 85’ | Marcatori | 71’ (aut.) Herrera |

| Milano 22 ottobre 1995, ore 14:30 CEST 7ª giornata | Inter               | 0 – 0 referto | Lazio | Stadio Giuseppe Meazza\| Arbitro: \| Ceccarini (Livorno) \| |
| Arbitro:                                           | Ceccarini (Livorno) |               |       |                                                             |

| Arbitro: | Braschi (Prato) |

|                |           |               |
| M. Paganin 19’ | Marcatori | 46’ Savićević |

| Genova 5 novembre 1995, ore 14:30 CEST 9ª giornata | Sampdoria       | 0 – 0 referto | Inter | Stadio Luigi Ferraris\| Arbitro: \| Nicchi (Arezzo) \| |
| Arbitro:                                           | Nicchi (Arezzo) |               |       |                                                        |

| Arbitro: | Tombolini (Ancona) |

|                           |           |                |
| Branca 57’ B. Carbone 74’ | Marcatori | 79’ (rig.) Bia |

| Arbitro: | Trentalange (Torino) |

|               |           |          |
| Batistuta 66’ | Marcatori | 17’ Ganz |

| Arbitro: | Borriello (Mantova) |

|                      |           |  |
| Zanetti 19’ Ganz 43’ | Marcatori |  |

| Arbitro: | Braschi (Prato) |

|                  |           |          |
| Vlaović 16’, 47’ | Marcatori | 43’ Ganz |

| Arbitro: | Ceccarini (Livorno) |

|            |           |  |
| Vialli 29’ | Marcatori |  |

| Arbitro: | Bettin (Padova) |

|                               |           |  |
| Ganz 12’ Branca 23’, 29’, 68’ | Marcatori |  |

| Arbitro: | Treossi (Forlì) |

|                                       |           |                    |
| Sala 31’ Protti 73’, 90’ Ingesson 79’ | Marcatori | 15’ Roberto Carlos |

| Arbitro: | Cesari (Genova) |

|                 |           |  |
| Branca 17’, 66’ | Marcatori |  |

#### Girone di ritorno
| Arbitro: | Bazzoli (Merano) |

|                  |           |          |
| Otero 89’ (rig.) | Marcatori | 24’ Ganz |

| Arbitro: | Collina (Viareggio) |

|            |           |              |
| Branca 83’ | Marcatori | 5’ Stoichkov |

| Arbitro: | Pellegrino (Barcellona Pozzo di Gotto) |

|                |           |  |
| A. Carbone 90’ | Marcatori |  |

| Arbitro: | Pairetto (Nichelino) |

|                                      |           |  |
| Ganz 32’, 56’ (rig.) Branca 67’, 80’ | Marcatori |  |

| Arbitro: | Braschi (Prato) |

|  |           |            |
|  | Marcatori | 16’ Branca |

| Arbitro: | Borriello (Mantova) |

|           |           |  |
| Branca 7’ | Marcatori |  |

| Arbitro: | Ceccarini (Livorno) |

|  |           |                  |
|  | Marcatori | 64’ (aut.) Nesta |

| Arbitro: | Trentalange (Torino) |

|  |           |           |
|  | Marcatori | 5’ Branca |

| Arbitro: | Boggi (Salerno) |

|  |           |                        |
|  | Marcatori | 44’, 68’ (rig.) Chiesa |

| Arbitro: | Bettin (Padova) |

|              |           |                                           |
| Bierhoff 81’ | Marcatori | 24’ D. Fontolan 65’ (rig.) Roberto Carlos |

| Arbitro: | Trentalange (Torino) |

|                |           |                       |
| Centofanti 10’ | Marcatori | 26’ Cois 32’ Padalino |

| Arbitro: | Cesari (Genova) |

|                  |           |                                             |
| Tentoni 51’, 82’ | Marcatori | 45’ Ince 55’ Zanetti 79’ Pistone 90’ Branca |

| Arbitro: | Messina (Bergamo) |

|                                                                     |           |                     |
| Branca 4’, 40’, 47’ B. Carbone 12’ Ince 45’ Festa 66’ Ganz 78’, 80’ | Marcatori | 27’, 61’ N. Amoruso |

| Arbitro: | Nicchi (Arezzo) |

|          |           |                       |
| Ganz 79’ | Marcatori | 4’ Lombardo 55’ Conte |

| Cagliari 28 aprile 1996, ore 16:00 CEST 32ª giornata | Cagliari             | 0 – 0 referto | Inter | Stadio Sant'Elia\| Arbitro: \| Pairetto (Nichelino) \| |
| Arbitro:                                             | Pairetto (Nichelino) |               |       |                                                        |

| Arbitro: | Stafoggia (Pesaro) |

|                              |           |  |
| Ince 34’ Branca 38’ Ganz 52’ | Marcatori |  |

| Arbitro: | Cesari (Genova) |

|                      |           |  |
| Di Biagio 44’ (rig.) | Marcatori |  |

### Coppa Italia
| Arbitro: | Braschi (Prato) |

|  |           |                    |
|  | Marcatori | 69’ Roberto Carlos |

| Arbitro: | Cardona (Reggio Calabria) |

|              |           |                         |
| Scazzola 24’ | Marcatori | 7’ B. Carbone 60’ Festa |

| Arbitro: | Cesari (Genova) |

|          |           |              |
| Ganz 75’ | Marcatori | 83’ Rambaudi |

| Arbitro: | Collina (Viareggio) |

|  |           |           |
|  | Marcatori | 77’ Berti |

| Arbitro: | Beschin (Legnago) |

|                                |           |          |
| Batistuta 14’ (rig.), 47’, 86’ | Marcatori | 32’ Ganz |

| Arbitro: | Cesari (Genova) |

|  |           |               |
|  | Marcatori | 78’ Batistuta |

### Coppa UEFA
| Arbitro: | Jol |

|              |           |                    |
| Carrasco 67’ | Marcatori | 13’ Roberto Carlos |

| Arbitro: | Weber |

|  |           |              |
|  | Marcatori | 85’ Carrasco |

## Statistiche
Statistiche aggiornate al 12 maggio 1996.

### Statistiche di squadra
| Competizione | Punti | In casa | In casa | In casa | In casa | In casa | In casa | In trasferta | In trasferta | In trasferta | In trasferta | In trasferta | In trasferta | Totale | Totale | Totale | Totale | Totale | Totale | D.R. |
| Competizione | Punti | G       | V       | N       | P       | Gf      | Gs      | G            | V            | N            | P            | Gf           | Gs           | G      | V      | N      | P      | Gf     | Gs     | D.R. |
| ------------ | ----- | ------- | ------- | ------- | ------- | ------- | ------- | ------------ | ------------ | ------------ | ------------ | ------------ | ------------ | ------ | ------ | ------ | ------ | ------ | ------ | ---- |
| Serie A      | 54    | 17      | 10      | 4       | 3       | 36      | 11      | 17           | 5            | 5            | 7            | 15           | 19           | 34     | 15     | 9      | 10     | 51     | 30     | 21   |
| Coppa Italia | -     | 2       | 0       | 1       | 1       | 1       | 2       | 4            | 2            | 1            | 1            | 5            | 4            | 6      | 2      | 2      | 2      | 6      | 6      | 0    |
| Coppa UEFA   | -     | 1       | 0       | 0       | 1       | 0       | 1       | 1            | 0            | 1            | 0            | 1            | 1            | 2      | 0      | 1      | 1      | 1      | 2      | −1   |
| Totale       | -     | 20      | 10      | 5       | 5       | 37      | 14      | 22           | 7            | 7            | 8            | 21           | 24           | 42     | 17     | 12     | 13     | 58     | 38     | 20   |

### Statistiche dei giocatori
Sono in corsivo i calciatori che hanno lasciato la società a stagione in corso.
| Giocatore     | Serie A  | Serie A | Serie A     | Serie A    | Coppa Italia | Coppa Italia | Coppa Italia | Coppa Italia | Coppa UEFA | Coppa UEFA | Coppa UEFA  | Coppa UEFA | Totale   | Totale | Totale      | Totale     |
| Giocatore     | Presenze | Reti    | Ammonizioni | Espulsioni | Presenze     | Reti         | Ammonizioni  | Espulsioni   | Presenze   | Reti       | Ammonizioni | Espulsioni | Presenze | Reti   | Ammonizioni | Espulsioni |
| ------------- | -------- | ------- | ----------- | ---------- | ------------ | ------------ | ------------ | ------------ | ---------- | ---------- | ----------- | ---------- | -------- | ------ | ----------- | ---------- |
| G. Bergomi    | 27       | 0       | 0           | 1          | 5            | 0            | 0            | 0            | 1          | 0          | 0           | 0          | 33       | 0      | 0           | 1          |
| N. Berti      | 10       | 0       | 0           | 0          | 2            | 1            | 0            | 0            | 1          | 0          | 0           | 0          | 13       | 1      | 0           | 0          |
| A. Bianchi    | 14       | 0       | 0           | 0          | 3            | 0            | 0            | 0            | 1          | 0          | 0           | 0          | 18       | 0      | 0           | 0          |
| M. Branca     | 24       | 17      | 0           | 0          | 3            | 0            | 0            | 0            | 0          | 0          | 0           | 0          | 27       | 17     | 0           | 0          |
| Caio          | 6        | 0       | 0           | 0          | 2            | 0            | 0            | 0            | 0          | 0          | 0           | 0          | 8        | 0      | 0           | 0          |
| B. Carbone    | 31       | 2       | 0           | 0          | 6            | 1            | 0            | 0            | 2          | 0          | 0           | 0          | 39       | 3      | 0           | 0          |
| R. Carlos     | 30       | 5       | 1           | 1          | 2            | 1            | 0            | 0            | 2          | 1          | 0           | 0          | 34       | 7      | 1           | 1          |
| F. Centofanti | 9        | 1       | 0           | 0          | 3            | 0            | 1            | 0            | 1          | 0          | 1           | 0          | 13       | 1      | 2           | 0          |
| F. Cinetti    | 5        | 0       | 0           | 0          | 1            | 0            | 0            | 0            | 0          | 0          | 0           | 0          | 6        | 0      | 0           | 0          |
| F. Dell'Anno  | 16       | 0       | 0           | 0          | 3            | 0            | 0            | 0            | 0          | 0          | 0           | 0          | 19       | 0      | 0           | 0          |
| M. Delvecchio | 4        | 1       | 0           | 1          | 0            | 0            | 0            | 0            | 1          | 0          | 0           | 0          | 5        | 1      | 0           | 1          |
| G. Festa      | 31       | 1       | 0           | 1          | 6            | 1            | 1            | 0            | 2          | 0          | 0           | 0          | 39       | 2      | 1           | 1          |
| S. Fresi      | 30       | 0       | 1           | 1          | 5            | 0            | 2            | 0            | 2          | 0          | 0           | 0          | 37       | 0      | 3           | 1          |
| G. Frezzolini | 0        | 0       | 0           | 0          | 0            | 0            | 0            | 0            | 0          | 0          | 0           | 0          | 0        | 0      | 0           | 0          |
| D. Fontolan   | 25       | 2       | 0           | 0          | 2            | 0            | 0            | 0            | 1          | 0          | 0           | 0          | 28       | 2      | 0           | 0          |
| M. Ganz       | 32       | 13      | 0           | 0          | 6            | 2            | 0            | 0            | 2          | 0          | 1           | 0          | 40       | 15     | 1           | 0          |
| P. Ince       | 30       | 3       | 0           | 2          | 5            | 0            | 2            | 0            | 0          | 0          | 0           | 0          | 35       | 3      | 2           | 2          |
| M. Landucci   | 0        | 0       | 0           | 0          | 0            | 0            | 0            | 0            | 0          | 0          | 0           | 0          | 0        | 0      | 0           | 0          |
| A. Manicone   | 7        | 0       | 0           | 0          | 1            | 0            | 0            | 0            | 2          | 0          | 0           | 0          | 10       | 0      | 0           | 0          |
| P. Orlandini  | 7        | 0       | 0           | 1          | 2            | 0            | 0            | 0            | 2          | 0          | 0           | 0          | 11       | 0      | 0           | 1          |
| M. Paganin    | 32       | 1       | 0           | 0          | 6            | 0            | 0            | 0            | 2          | 0          | 0           | 0          | 40       | 1      | 0           | 0          |
| G. Pagliuca   | 34       | -30     | 1           | 0          | 6            | -6           | 0            | 0            | 2          | -2         | 0           | 0          | 42       | -38    | 1           | 0          |
| A. Pedroni    | 3        | 0       | 0           | 0          | 1            | 0            | 0            | 0            | 0          | 0          | 0           | 0          | 4        | 0      | 0           | 0          |
| A. Pistone    | 19       | 1       | 0           | 0          | 2            | 0            | 0            | 0            | 0          | 0          | 0           | 0          | 21       | 1      | 0           | 0          |
| S. Rambert    | 0        | 0       | 0           | 0          | 1            | 0            | 0            | 0            | 1          | 0          | 0           | 0          | 2        | 0      | 0           | 0          |
| A. Seno       | 2        | 0       | 0           | 0          | 0            | 0            | 0            | 0            | 1          | 0          | 0           | 0          | 3        | 0      | 0           | 0          |
| J. Zanetti    | 32       | 2       | 0           | 0          | 5            | 0            | 1            | 0            | 2          | 0          | 0           | 0          | 39       | 2      | 1           | 0          |